# Kärstna
Kärstna (deutsch Kerstenhof) ist ein Dorf im estnischen Kreis Fellin (Provinz Viljandimaa) im Süden des Landes, etwa 160 Kilometer südlich der Hauptstadt Tallinn. Bis zur Verwaltungsreform im Jahr 2017 gehörte es zur Landgemeinde Tarwast (Tarvastu). Ende 2011 betrug die Einwohnerzahl 234.
Das Dorf ist Geburtsort des estnischen Dichters Hendrik Adamson, der von 1919 bis 1927 Direktor der örtlichen Grundschule war. Diese ist noch heute in dem Herrenhaus des ehemaligen Gutes Kerstenhof am nordöstlichen Rand von Kärstna untergebracht.